# Akame ga Kill!
Akame ga Kill! (Japansk: アカメが斬る!, Hepburn: Akame ga Kiru!) er en Japansk mangaserie skrevet af by Takahiro og illustreret af Tetsuya Tashiro. Den blev til en serie i Square Enix's Monthly Gangan Joker fra marts 2010 til December 2016, med dens kapitler samlet i 15 tankōbon-bind. Historien fokuserer på Tatsumi, en ung landsbyboer som rejser til hovedstaden for at tjene penge til sit hjem, men opdager den høje korruption i området. Lejemordergruppen Night Raid rekrutterer Tatsumi for at hjælpe dem i deres krig mod det korrupte Imperium.

## Handling
Tatsumi er en kriger, der er ledsaget af sine to barndomsvenner, Iyeyasu og Sayo, og drager afsted til hovedstaden for at finde en måde at tjene penge på for at hjælpe sin fattige landsby. Efter at være blevet adskilt fra sine venner i et banditangreb, forsøger Tatsumi uden held at melde sig til hæren og bliver svindlet ud af sine penge i hovedstaden. Han bliver taget ind af en adelig familie, men da en lejemordergruppe kaldet Night Raid angriber, finder han ud af, at hans adelige værter faktisk havde tilsigtet at torturere og dræbe ham, som de havde gjort mod hans venner.
Som følge, slutter han sig til Night Raid, som består af sværdkæmperen Akame, dyrekrigeren Leone, den selverklærede snigskytte-ekspert Mine, den sakse-svingende Sheele, trådmanipulatøren Lubbock, panserkrigeren Bulat og deres leder Najenda, en tidligere general fra den kejserlige hær. Night Raid er også en del af den revolutionerende hær, der er samlet for at styrte premierministeren Honest, som manipulerer den unge kejser for hans egen personlige vindings skyld på trods af, at resten af nationen bliver genstand for til fattigdom og strid.

## Medier

### Manga
Akame ga Kill! blev skrevet af Takahiro og illustreret af Tetsuya Tashiro og blev til serie i Square Enix ' shōnen mangamagasin Gangan Joker fra 20. marts 2010,   til 22. december 2016.  Dens kapitler blev samlet i femten tankōbon- volumer, som blev udgivet fra den 21. august 2010  til den 22. februar 2017.  

### Anime
En anime tv-serie baseret på mangaen blev annonceret i januar 2014. Seriens teaser-hjemmesiden blev åbnet den 21. januar 2014. Serien blev instrueret af Tomoki Kobayashi og skrevet af Makoto Uezu. Takahiro superviserede også scenariet. Taku Iwasaki komponerede seriens musik. Serien havde premiere på tv-stationerne Tokyo MX, MBS og BS11 den 7. juli 2014.
Den Indledende temasang for afsnit 1–14 er "Skyreach" udført af Sora Amamiya, mens afslutningstemaet er "Konna Sekai, Shiritakunakatta." (こんな世界、知りたくなかった。) af Miku Sawai ; for de fortsættende afsnit er åbningstemaet "Liar Mask" af Rika Mayama, og sluttemaet er "Tsuki Akari" af Amamiya.